# Ishinomori Shōtarō
Ishinomori Shōtarō (石ノ森 章太郎 25 tháng 1 năm 1938 - 28 tháng 1 năm 1998), tên khai sinh là Onodera Shōtarō (小野寺 章太郎) là một họa sĩ truyện tranh Nhật Bản, ông đã trở thành một nhân vật có tầm ảnh hưởng lớn trong manga, anime và tokusatsu, tạo ra một số tác phẩm rất nổi tiếng như Cyborg 009, Super Sentai (rồi được Mỹ mua bản quyền chuyển thể thành Power Rangers theo mùa) và  Kamen Rider. Ông đã hai lần được trao giải thưởng Shogakukan Manga, năm 1968 cho Sabu - Ichi Torimono Hikae và năm 1988 cho Khách sạn và Manga Nihon Keizai Nyumon. Ông đổi họ thành Ishimori (石森), chữ Hán giống với tên phố Ishinomori (石森町 Ishinomori-chō) nơi ông sinh nhưng khác cách đọc, đến năm 1986 ông thêm chữ ノ(no) của katakana và đổi cách đọc thành Ishinomori.

## Sự nghiệp
Vào tháng 12 năm 1954, Ishinomori đã xuất bản tác phẩm đầu tiên của mình, Nikyuu Tenshi, trong Manga Shonen.
Năm 1956, ông chuyển đến Tokyo và trở thành trợ lý cho Osamu Tezuka. Trong thời gian làm việc dưới thời Tezuka, Ishinomori đã làm việc cho Astro Boy và Alakazam Đại đế.
Năm 1960, Ishinomori xuất bản Flying Phantom Ship và năm 1969 nó được chuyển thể thành phim hoạt hình. Cyborg 009, được tạo ra vào năm 1963, trở thành đội siêu anh hùng đầu tiên được tạo ra ở Nhật Bản với chín chiến binh. Cùng năm đó, Kazumasa Hirai và Jiro Kuwata đã tạo ra siêu anh hùng Android đầu tiên của Nhật Bản, 8 Man (trước đó là Kikaider của Ishinomori).
Thành công của loạt phim truyền hình siêu anh hùng tokusatsu Kamen Rider, do Toei Company Ltd. sản xuất năm 1971, đã dẫn đến sự ra đời của siêu anh hùng "biến thân "(henshin) (siêu anh hùng có kích cỡ người biến đổi bằng cách tạo dáng và sử dụng võ thuật để chiến đấu với tay sai và quái vật hàng tuần), và kết quả là nhiều chương trình tiếp theo được ra đời cho đến ngày nay. Ishinomori sau đó đã tạo ra nhiều bộ phim truyền hình siêu anh hùng tương tự, một lần nữa tất cả được sản xuất bởi Toei hoặc Toei Animation của Sarutobi Ecchan, bao gồm Android Kikaider, Henshin Ninja Arashi, Inazuman, Robotto Keiji, Himitsu Sentai Gorenger - Super Sentai đầu tiên, Akumaizer 3, Sarutobi Ecchan, Series hài kịch Toei Fushigi, và vô số người khác. Anh ấy thậm chí còn tạo ra các chương trình thiếu nhi nổi tiếng như Hoshi no Ko Chobin (Chobin, Child of the Stars, 1974, hợp tác sản xuất với Studio Zero, một thành công lớn trên truyền hình Ý) và Ganbare !! Robokon.
Năm 1963, ông cũng thành lập công ty anime Studio Zero. Từ năm 1967 đến 1970, manga 009-1 đã được xuất bản trong ấn phẩm Futabasha xuất bản Weekly Manga Action. Nó được viết và minh họa bởi Ishinomori. Có một bộ phim truyền hình về nó vào năm 1969 và cuối cùng là một bộ phim hoạt hình vào năm 2006. Nghệ thuật của Ishinomori gợi nhớ đến người thầy của ông, Tezuka Osamu. Câu chuyện có thật về cuộc gặp gỡ đầu tiên của ông với Tezuka được minh họa trong bốn trang ngắn. câu chuyện được vẽ lên như một tài liệu bổ sung cho tái bản truyện tranh Astro Boy thập niên 1970.
Năm 1954, Ishinomori đã gửi tác phẩm chính thức đầu tiên của mình, Nikyu Tenshi, đến một cuộc thi tìm kiếm tài năng mới trên tạp chí, Manga Shōnen. Tezuka bị ấn tượng bởi những bức vẽ của anh ấy và gửi một bức điện tín cho Ishinomori, yêu cầu anh ấy làm trợ lý với Astro Boy. Trong bản phát hành tại Mỹ, câu chuyện này có thể được nhìn thấy trong Tập 15, cùng với tác phẩm sớm nhất của Ishinomori về vòng cung câu chuyện "Electro".
Sau khi tốt nghiệp trung học năm 1956, Ishinomori chuyển đến Tokiwa-so với Tezuka, và sống ở đó cho đến cuối năm 1961. Ishinomori cũng minh họa một bộ phim chuyển thể từ trò chơi video Super NES The Legend of Zelda: A Link to the Quá khứ, được sản xuất cho ấn phẩm Nintendo Power của Mỹ. Truyện tranh bao gồm 12 chương, được xuất bản nối tiếp từ tháng 1 năm 1992 (Tập 32) đến tháng 12 năm 1992 (Tập 43). Truyện tranh đã được tái bản dưới dạng một bộ tiểu thuyết đồ họa vào năm 1993, và, vào năm 2015, đã được in lại thông qua Viz Media.
Vào cuối năm 1997, Shimamoto Kazuhiko, một họa sĩ truyện tranh trẻ và sắp ra mắt đã được liên lạc với một Ishinomori Shotaro ngày càng ốm yếu và hỏi liệu anh ta có tiếp tục (mặc dù nhiều hơn trong một bản làm lại) của 100 trang, một -shot manga từ năm 1970, Skull Man (bộ truyện tranh đã trở thành nền tảng cho Kamen Rider). Ishinomori, người từng là một trong những anh hùng thời niên thiếu của Shimamoto, đã fax cho anh ta các bản sao của câu chuyện được đề xuất và ghi chú cốt truyện. Shimamoto đã rất ngạc nhiên khi anh ấy được chọn để làm việc cho tác phẩm tuyệt vời cuối cùng của thần tượng của mình. Shimamoto đã tham gia vào sự hồi sinh của một trong những tác phẩm khác trước đó của Ishinomori (bao gồm Kamen Rider) nhưng anh không hề mơ rằng, chỉ một trong số nhiều người mà Ishinomori đã truyền cảm hứng, anh sẽ được chọn cho sự hợp tác cuối cùng và hồi sinh của Skull Man. Nó cũng được chuyển thể thành anime vào năm 2007.

## Di sản
Ishinomori qua đời vì suy tim vào ngày 28 tháng 1 năm 1998, chỉ ba ngày sau sinh nhật lần thứ 60 của ông. Tác phẩm cuối cùng của ông là phim truyền hình siêu anh hùng tokusatsu - Voicelugger, được phát sóng một năm sau đó. Hai năm sau, Kamen Rider Series được hồi sinh cùng với Kamen Rider Kuuga. Tất cả các bộ phim được thực hiện trong thời kỳ Heisei đều coi Ishinomori như là người sáng tạo. Bảo tàng Manga Ishinomori được đặt tên để vinh danh ông được mở tại Ishinomaki, Miyagi vào năm 2001. Các đoàn tàu đặc biệt trong Senseki Line đã được đưa vào hoạt động với các tác phẩm nghệ thuật của ông trên đường dẫn đến bảo tàng.
Tác phẩm của ông đã được trao tặng Kỷ lục Guinness cho hầu hết các cuốn truyện tranh được xuất bản bởi một tác giả, tổng cộng hơn 128.000 trang trên 770 đầu sách trên 500 tập.